# Sake Dean Mahomed
Dean Mahomed (tước vị: Sake - tù trưởng) là một bác sĩ phẫu thuật, doanh nhân người Anh gốc Ấn Độ. Ông được biết đến với tư cách là một trong số những người nhập cư đầu tiên (mà không phải người châu Âu) vào thế giới phương Tây. Tại đây, ông giới thiệu ẩm thực Ấn Độ và các loại dầu gội đầu cho người châu Âu, kết hợp với massage chữa bệnh. Ông cũng là người Ấn Độ đầu tiên xuất bản sách ở Anh.

## Thời thơ ấu
Sinh năm 1759 tại Patna, sau này là 1 phần của phân khu lớn nhất của Ấn Độ thuộc Anh, Bengal. Sake Dean Mahomed đến từ Patna. Cha ông làm nghề thợ cắt tóc truyền thống và phục vụ trong đội quân Bengal của công ty Đông Ấn Anh. Ông đã học rất nhiều về ngành luyện kim và hiểu biết về kĩ thuật dùng để sản xuất chất kiềm, xà bông và dầu gội.
Ông lớn lên tại Patna. Cha ông chết khi ông mới 11 tuổi. Sau cái chết của cha, ông được Đại úy Godfrey Evan Baker, một người Anh-Ireland theo đạo Tin Lành nhận nuôi. Mahomed phục vụ cho quân đội Công ty Đông Ấn với vai trò là bác sĩ phẫu thuật tập sự và tham gia vào các chiến dịch chống lại đế chế Maratha. Ông ở lại với Đại úy Baker cho đến năm 1782, khi Đại úy từ chức. Cùng năm, ông rời khỏi quân đội để đi cùng Baker, "người bạn thân nhất của ông", đến Ireland.

## Đời tư sau này
Năm 1784, Mahomed di cư đến Cork, Ireland cùng với gia đình Baker. Tại đây, ông đi học để cải thiện kỹ năng tiếng Anh của mình tại một trường học địa phương, và yêu Jane Daly, một "cô gái Ireland xinh đẹp có dòng dõi đáng kính". Gia đình Daly phản đối mối quan hệ của họ vì người theo đạo Tin lành kết hôn với người không theo đạo Tin lành vào thời điểm đó là bất hợp pháp, vì vậy cặp đôi đã bỏ trốn đến một thị trấn khác để kết hôn. Mahomed và Daly kết hôn tại Giáo phận Cork & Ross ở Cork. Họ chuyển đến số 7 Phố Little Ryder ở Luân Đôn , Anh, vào đầu thế kỷ 19. Năm 1786, Mahomed cải đạo từ Hồi giáo sang Cơ đốc giáo.
Theo các học giả hàng đầu, và như được chỉ ra bởi hồ sơ của giáo xứ ở London, Mahomed đã thực hiện một cuộc hôn nhân có tính trọng đại ở Marylebone vào năm 1806 với Jane Jeffreys (1780-1850), và lời tuyên thệ đã được đọc vào ngày 24 tháng 8 cho Jane và "William Mahomet." Ông có một cô con gái, Amelia (sinh năm 1808) và được liệt kê là cha "William Dean Mahomet" trong sổ đăng ký giáo xứ. Amelia được rửa tội vào ngày 11 tháng 6 năm 1809 tại St Marylebone, Westminster, ở Luân Đôn. Với người vợ hợp pháp của mình, Sake Dean Mahomed có bảy người con: Rosanna, Henry, Horatio, Frederick, Arthur, và Dean Mahomed (được rửa tội tại nhà thờ Công giáo La Mã St. Finbarr's, Cork, năm 1791).
Con trai ông, Frederick, là chủ sở hữu nhà tắm kiểu Thổ Nhĩ Kỳ tại Brighton và cũng điều hành một học viện quyền anh và đấu kiếm gần Brighton. Cháu trai nổi tiếng nhất của ông, Frederick Henry Horatio Akbar Mahomed (khoảng 1849–1884), đã trở thành một bác sĩ nổi tiếng quốc tế và làm việc tại Bệnh viện Guy's ở London. Ông đã có những đóng góp quan trọng trong việc nghiên cứu bệnh cao huyết áp. Một người cháu trai khác của Sake Dean Mahomed, James Keriman Mahomed, được bổ nhiệm làm cha sở của giáo phận Hove, Sussex, vào cuối thế kỷ 19. James kết hôn với Emma Louisa Black , một họa sĩ chuyên vẽ về hoa có tác phẩm được trưng bày tại Học viện Hoàng gia. Họ cùng nhau có một con trai, Đại úy RAF Felix Wyatt. Felix đã thiệt mạng trong Chiến tranh thế giới thứ nhất sau khi ông bị bắn hạ khi đang bay qua Pháp. Trong chiến tranh, các con của Frederick và James lần lượt đổi họ từ Mahomed thành Deane và Wyatt để tránh sự chú ý của tư tưởng bài ngoại vào thời điểm mà định kiến chủng tộc đang lan tràn và hôn nhân đa chủng tộc không được chấp thuận.